# أحمد علي ناجي المعطري
أحمد علي ناجي المعطري (1946 - ) عسكري وفنان يمني ولد في قرية ضراس، مديرية السياني إب ، شارك في معارك تثبيت النظام الجمهوري، وفي فكِّ الحصار الذي تعرضت له مدينة صنعاء من قبل القوات الملكية لمدة سبعين يوما عام 1387هـ/ 1967م، وأصيب في هذا الحصار إصابة بالغة في أحد ساقيه، نقل إثرها للعلاج إلى الجزائر، ثم عاد بعد ذلك.

## حياته وأدواره
ولد ونشأ في قرية (ضراس) في مديرية السياني، في محافظة إب، وفيها درس القرآن الكريم، ومبادئ القراءة والكتابة، ثم انتقل إلى مدينة صنعاء، فالتحق بمدرسة الصاعقة، وتخرج منها عام 1386هـ/ 1966م، ثم حصل على عدد من الدورات العسكرية.

## الغناء
بدأ يمارس الغناء منذ فترة مبكرة، وأثناء عمله في الجيش أقام عدداً من الحفلات الغنائية الحماسية، ولعل أبرز أنشودة اشتهر بها هي أنشودة (يمينا بمجدك ياموطني) من كلمات الأستاذ (عثمان أبو ماهر المخلافي)، وقد بثتها إذاعة صنعاء ولقيت ذيوعاً كبيراً، وله في هذا المجال كثير من الأناشيد، منها: (أنغام الوفاء)، و(خالد أنت يايمن).
عرف بـ(فنان القوات المسلحة)، وقلده الرئيس (علي عبد الله صالح) وسام الفنون عام 1419هـ/ 1989م، وكرمته وزارة الثقافة عام 1425هـ/ 2004م.